# Іванюта Сергій Орестович
Сергі́й Оре́стович Іваню́та (* 1957) — український акушер-гінеколог вищої кваліфікаційної категорії, доктор медичних наук — 1992.

## Життєпис
1980 року закінчив Київський медичний інститут. Працював лікарем. Від 1983 року — у Національному медичному університеті, з 2000 року — професор кафедри акушерства та гінекології № 3. Тема докторської дисертації «Прогнозування, профілактика і лікування післяпологових гнійно-запальних захворювань та утробного інфікування плода у вагітних і породіль з набутими вадами серця».
Сфера наукових досліджень:
- післяпологові гнійно-запальні захворювання,
- екстрагенітальна патологія та вагітність,
- передчасні пологи,
- запальні захворювання жіночих статевих органів,
- діагностика і лікування жіночої неплідності.
- ендометріоз

Є автором 142-х наукових праць.

### Серед робіт
- «Нетрадиційні методи лікування в акушерстві і гінекології», 1996
- «Ендометріоз як причина жіночої неплідності», 1997, у співавторстві
- «Неплідність у шлюбі (здобутки та перспективи)», 2005, у співавторстві
- «Кесарів розтин — показання і особливості проведення операції на сучасному етапі», 2009, у співавторстві